# Sindika Dokolo

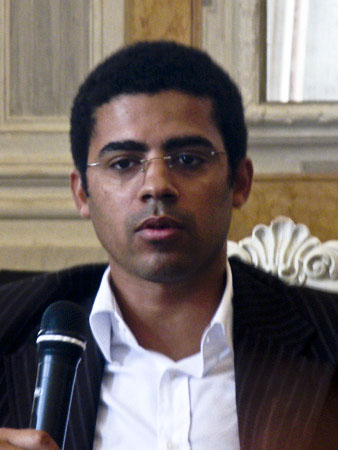
Sindika Dokolo (2007)

Sindika Dokolo (* 16. März 1972 in Kinshasa, Zaire; † 29. Oktober 2020 in Dubai) war ein kongolesischer Geschäftsmann und Kunstsammler. Er war mit Isabel dos Santos, der Tochter des früheren angolanischen Präsidenten, verheiratet.

## Biografie
Sindika Dokolo wuchs in Belgien und Frankreich auf. Seine Eltern sind der aus dem Kongo stammende Bankier, Selfmade-Millionär und passionierte Kunstsammler Augustine Dokolo und seine dänische Frau Hanne Kruse. Er absolvierte das Lycée Saint-Louis-de-Gonzage in Paris, später studierte er Wirtschaftswissenschaft, Handel und Fremdsprachen an der Universität Pierre und Marie Curie in Paris.
Durch die Initiative seines Vaters gefördert, widmete sich Sindika Dokolo bereits im Alter von 15 Jahren der Sammlung afrikanischer Kunst. 1995 beschloss er in das frühere Zaire zurückzukehren, um an den weit verzweigten familiären Geschäftsaktivitäten mitzuarbeiten, die aus wenigstens 17 Unternehmen in verschiedenen Bereichen bestanden (Bank, Tierzucht, Fischerei, Kaffeeausfuhr, Immobilien, Konsumgüterhandel, Transporte, Druckerei, Versicherungen, Bergbau und Fahrzeughandel). Doch das Land verfiel und die Geschäfte gingen verloren. Die Unternehmen wurden 1986 unter dem Präsidenten Mobutu Sese Seko verstaatlicht. Nach dem Tod seines Vaters übernahm Sindika Dokolo im Jahr 2001 die übrig gebliebenen Familieninteressen.
Ab 2003 war er mit Isabel dos Santos, der ältesten Tochter des angolanischen Staatspräsidenten José Eduardo dos Santos, verheiratet und hatte mit seiner Frau drei Kinder.
Er starb am 29. Oktober 2020 in Dubai bei einem Tauchunfall.

## Kunstinteresse
Später gründete er seine Stiftung (portugiesisch: Fundação Sindika Dokolo), um afrikanische Kunst und Kultur zu fördern. Ziel der Stiftung ist die Schaffung eines Zentrums für zeitgenössische Kunst in Luanda, in dem nicht nur Stücke afrikanischer zeitgenössischer Kunst ausgestellt, sondern auch die Voraussetzungen und Aktivitäten geschaffen werden, die notwendig sind, um afrikanische Künstler in die internationalen Kreise der Welt der Kunst zu integrieren.
Es folgten Kulturfestivals in Luanda, im Jahr 2006 eine Ausstellung des Instituts für moderne Kunst in Valencia. Aufsehen erregte dann im Jahr 2007 eine sehr kontrovers diskutierte Ausstellung (Titel: Check List Luanda Pop) auf der Biennale in Venedig (Italien). Sindika Dokolo hatte über einen angolanischen Künstler von der Witwe des deutschen Kunstsammlers und Schuhfabrikanten Hans Bogatzke – unter sehr zweifelhaften Umständen – eine über 2 Jahrzehnte zusammengetragene Sammlung afrikanischer Kunst von über Tausend Gemälden, Videos und Skulpturen zum Preis von 600.000 Dollar erworben, die mehr als das dreifache Wert war. Diese wurde in Venedig ausgestellt. Eine Namensnennung über die Herkunft der wertvollen Stücke afrikanischer Kunst erfolgte nicht, was zu größeren Irritationen führte.
Am 25. Januar 2009 wurde, im Rahmen des 434. Jahrestages der Stadtgründung von Luanda, mit einer von ihm gesponserten großen Ausstellung gedacht. Die Exposition mit Fotografien, Gemälden und anderen Kunstgegenständen nannte sich Luanda Suave e Frenética. Viele angolanische Künstler reflektierten auf verschiedene Weise einer „lebendigen und glatten“ Stadt.

## Geschäftsinteresse
Sindika Dokolo übte auch diverse Geschäftstätigkeiten in Angola aus. Er war Mitglied des Vorstandes des Zementunternehmens Nova Cimangola. Dokolo war auch Mitglied des Vorstands der Amorim Energia. Er besaß 40 % der Anteile dieses Unternehmens, die er 2006 von der staatlichen angolanischen Ölgesellschaft Sonangol für 99 Millionen US-Dollar erwarb. Der größte Teil dieser Summe wurde ihm von Sonangol geliehen. Anfang 2020 war sein Anteil 800 Millionen US-Dollar wert. Über die Holding Esperanza, die der angolanischen Ölgesellschaft Sonangol und seiner Frau Isabel dos Santos gehört, hält sie ein Drittel des portugiesischen Öl- und Gasproduzenten Galp Energia. Im Jahr 2012 erwarb er über eine Holding in Malta in einer 50/50-Partnerschaft mit dem staatlichen angolanischen Diamantenkonzern Sodiam 75 % des Schweizer Juweliers De Grisogono. Die Kaufsumme stammte von Sodiam. De Grisogono stellte Ende Januar 2020 wegen Verschuldung einen Insolvenzantrag.
Sindika Dokolo lebte mit seiner Frau Isabel dos Santos in London. Er verbrachte allerdings häufig seine Zeit in Kinshasa, um die Familiengeschäfte in seiner Heimat, der Demokratischen Republik Kongo zu betreuen, bis er im Juli 2017 von einem kongolesischen Gericht in Abwesenheit zu einem Jahr Haft wegen Immobilienbetrugs verurteilt wurde. Er erklärte, der Prozess sei politisch motiviert gewesen.
Im Zuge eines anderen Ermittlungsverfahrens wegen Korruption, verfügte das Gericht der Provinz Luanda Ende Dezember 2019, das Vermögen von Isabel dos Santos, ihres Ehemanns Sindika Dokolo sowie des Geschäftspartners Mário Filipe Moreira Leite da Silva (unter anderem EFACEC, Kento Holding, Santoro Finance) vorläufig einzufrieren und unter treuhänderische Verwaltung zu stellen.